# Hans-Georg Steltzer
Hans-Georg Steltzer (* 30. April 1913 in Braunschweig; † 12. April 1987 in Königswinter) war ein deutscher Diplomat und Schriftsteller.

## Leben
Er wurde geboren als Sohn von Theodor Steltzer.
In der Wehrmacht erreichte Hans-Georg Steltzer bis 1945 den Rang eines Majors. Er schloss 1948 ein Studium der Rechtswissenschaft mit dem ersten Staatsexamen ab. Hans-Georg Steltzer trat zur Spiegel-Affäre in die Sozialdemokratische Partei Deutschlands ein. Sein Bruder Werner Steltzer leitete von 1961 bis 1966 das Informationszentrum des Senats von Berlin als Willy Brandt dort Bürgermeister war. Hans-Georg Steltzer leitete 1968/69 das Bundespresseamt Abteilung Ausland, 1970–1972 die Abteilung IV Kultur im Auswärtigen Amt.
1978 wurde Hans-Georg Steltzer in den Ruhestand versetzt und konnte als Afrika-Experte in Sambia sondieren, dass die Südwestafrikanische Volksorganisation eine Delegation von Wolfgang Roth empfing.
As Botschafter der Bundesrepublik Deutschland wurde er nach Ghana (1969–1972) und nach Ägypten (1972–1978) entsendet.

## Veröffentlichungen
- Hans Georg Steltzer: „Mit herrlichen Häfen versehen“. Brandenburgisch-preußische Seefahrt vor dreihundert Jahren. Ullstein, Frankfurt am Main, Berlin und Wien 1981, ISBN 3-550-07952-4
- Hans Georg Steltzer: Die Deutschen und ihr afrikanisches Kolonialreich 1884–1919. Dt. Afrika-Stiftung, Bonn 1984
- Hans Georg Steltzer: Die Deutschen und ihr Kolonialreich. Societäts-Verlag, Frankfurt am Main 1984, ISBN 3-7973-0416-1
- Hans Georg Steltzer: Die deutsche Flotte. Ein historischer Überblick von 1640 bis 1918. Societäts-Verlag, Frankfurt am Main 1989, ISBN 3-7973-0476-5